# One Laptop per Child
One Laptop per Child (OLPC) — у США неприбуткова організація, створена під егідою ООН компаніями AMD, eBay, Google, News Corporation та Red Hat для спостереження за створенням доступних освітніх пристроїв для використання в країнах, що розвиваються. З лютого 2006 року організацію очолює Ніколас Негропонте.
Місія організації One Laptop per Child полягає у створенні можливостей отримання освіти для дітей у найбідніших країнах світу, забезпечуючи кожну дитину надійним, недорогим, із низьким енергоспоживанням ноутбуком разом із програмним забезпеченням для освітніх цілей. Основний акцент у здійсненні програми нині робиться на розробці, створенні та впровадженні ноутбуку XO-1 та його наступників.

## XO-1

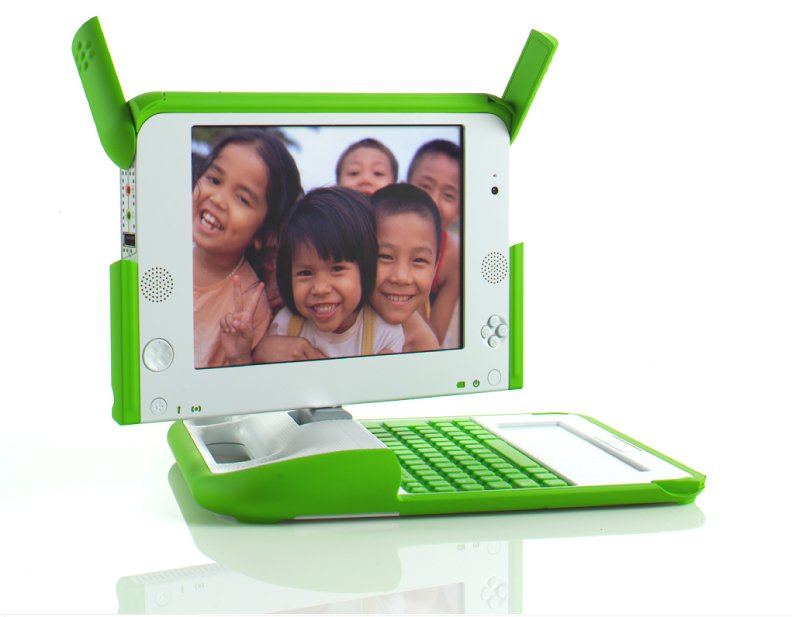
XO-1

Ідея ноутбука заснована на створеній Сеймуром Папертом конструктивістській теорії навчання згодом розвиненій Аланом Кеєм і Мітчелом Рєзником, принципи якої викладені в книзі Ніколаса Негропонте «Being Digital» (ISBN 0-679-43919-6). Понад два мільйони доларів на здійснення проєкту виділили Google, News Corp, AMD, Red Hat і BrightStar. Робочий прототип лептопа подано 16 листопада 2005 року в другій частині Світового саміту інформаційного суспільства в Тунісі. Негропонте передбачає, що одні лише роботи з поліпшення екрана заберуть три місяці. Планується, що пристрій буде доступний наприкінці 2006 — початку 2007 років.

## XO-3

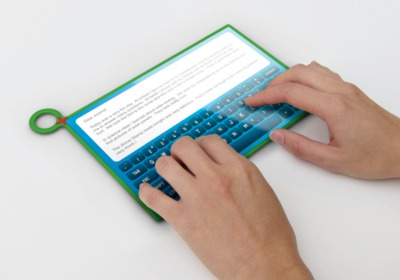
Концепт-модель лептопу XO-3

У травні 2010 року Ніколас Негропонте презентував проєкт планшетного ноутбука XO-3 OLPC сумісно з виробником мікропроцесорів Marvell, вартість якого буде нижчою за $100. У нових планшетних XO-3 буде одна відеокамера, підключення до мережі Інтернет за допомогою Wi-Fi, мультисенсорний дисплей і достатньо потужності для запуску високоякісного і 3D відео. На відміну від Apple iPad, пристрій зможе працювати з периферійними пристроями, такими як клавіатура і комп'ютерна миша.
На першому поколінні XO-3 працюватиме операційна система Android, хоча зрештою керуватиметься Linux-системою. Власне XO-3 буде представлений в січні 2011 року на щорічній виставці International Consumer Electronics Show.

## Замовлення лептопів XO
| Рік    | Підтверджена кіль-сть | Дата підтвердження | Замовник                                      |
| ------ | --------------------- | ------------------ | --------------------------------------------- |
| 2007   | 100,000               | жовтень 2007       | Уругвай                                       |
| 2007   | 15,000                | 14 листопада 2007  | Бірмінгем (Алабама), США                      |
| 2007   | 260,000               | 1 грудня 2007      | Перу                                          |
| 2007   | 50,000                | 1 грудня 2007      | Мексика (мексиканський бізнесмен Карлос Слім) |
| 2007   | 167,000               | 5 січня 2008       | Програма G1G1 2007                            |
| 2008   | 65,000                | 29 травня 2008     | Кальдас, Колумбія                             |
| 2008   | +200,000              | червень 2008       | Уругвай                                       |
| 2008   | +30,000               | жовтень 2008       | Перу                                          |
| 2008   | +110,000              | 10 листопада 2008  | Колумбія (Богота і Картахена)                 |
| 2008   | 10,000                | 10 листопада 2008  | Гана                                          |
| 2008   | 12,500                | 9 січня 2009       | Програма G1G1 2008                            |
| 2009   | 5,000                 | 24 квітня 2009     | Сьєрра-Леоне                                  |
| 2009   | 100,000               | 14 травня 2009     | Руанда                                        |
| 2009   | +160,000              | 13 жовтня 2009     | Уругвай                                       |
| 2010   | +260,000              | 17 березня 2010    | Перу                                          |
| 2010   | +60,000               | 13 квітня 2010     | Аргентина                                     |
| 2010   | +320,000              | 26 грудня 2010     | Перу                                          |
| Всього | 1 834 500             |                    |                                               |

### Пілотні проєкти

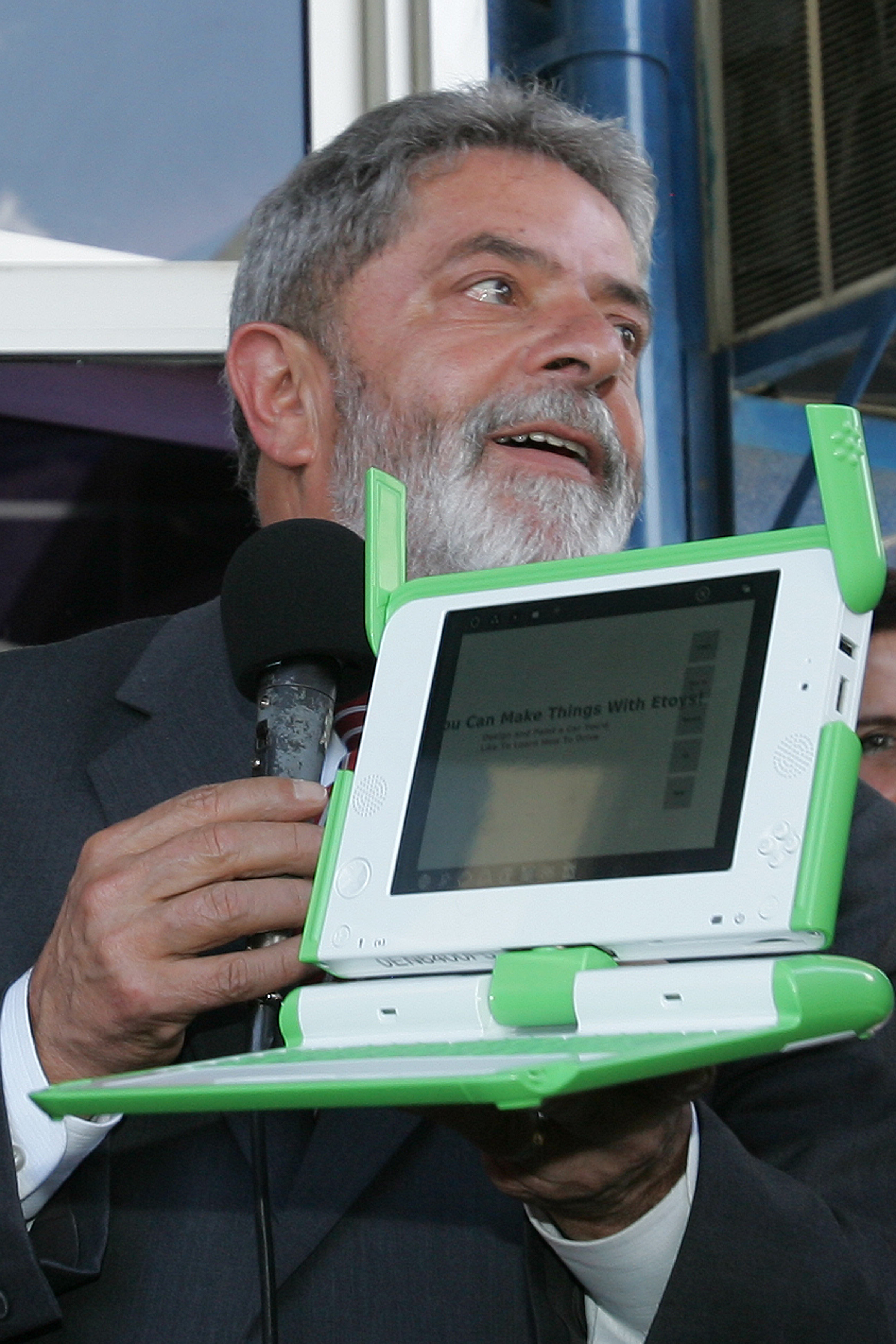
Президент Бразилії Луїз Інасіу Лула да Сілва із прототипом XO-1

Пілотні проєкти (замовлення від десятка до кількох сотень лептопів XO) на сучасному етапі реалізації програми One Laptop per Child здійснені або тривають у наступних країнах (див. також Locations of One Laptop Per Child projects across the world):
| Африка — Близький Схід - Ірак - Ліван - Мадагаскар - Малі - Мозамбік - Нігерія - ПАР - Танзанія - Ємен | Азія - Індія - Непал - Пакистан - Філіппінські острови - Таїланд | Америка - Бразилія - Канада - Нікарагуа - Парагвай - Суринам - Віргінські острови |

### Зацікавлені країни
- Африка: Єгипет, Лівія, Нігерія, Туніс
- Південна Америка: Аргентина, Коста-Рика, Домініканська Республіка
- Азія: Шрі-Ланка
- Європа: Греція